# 부유방

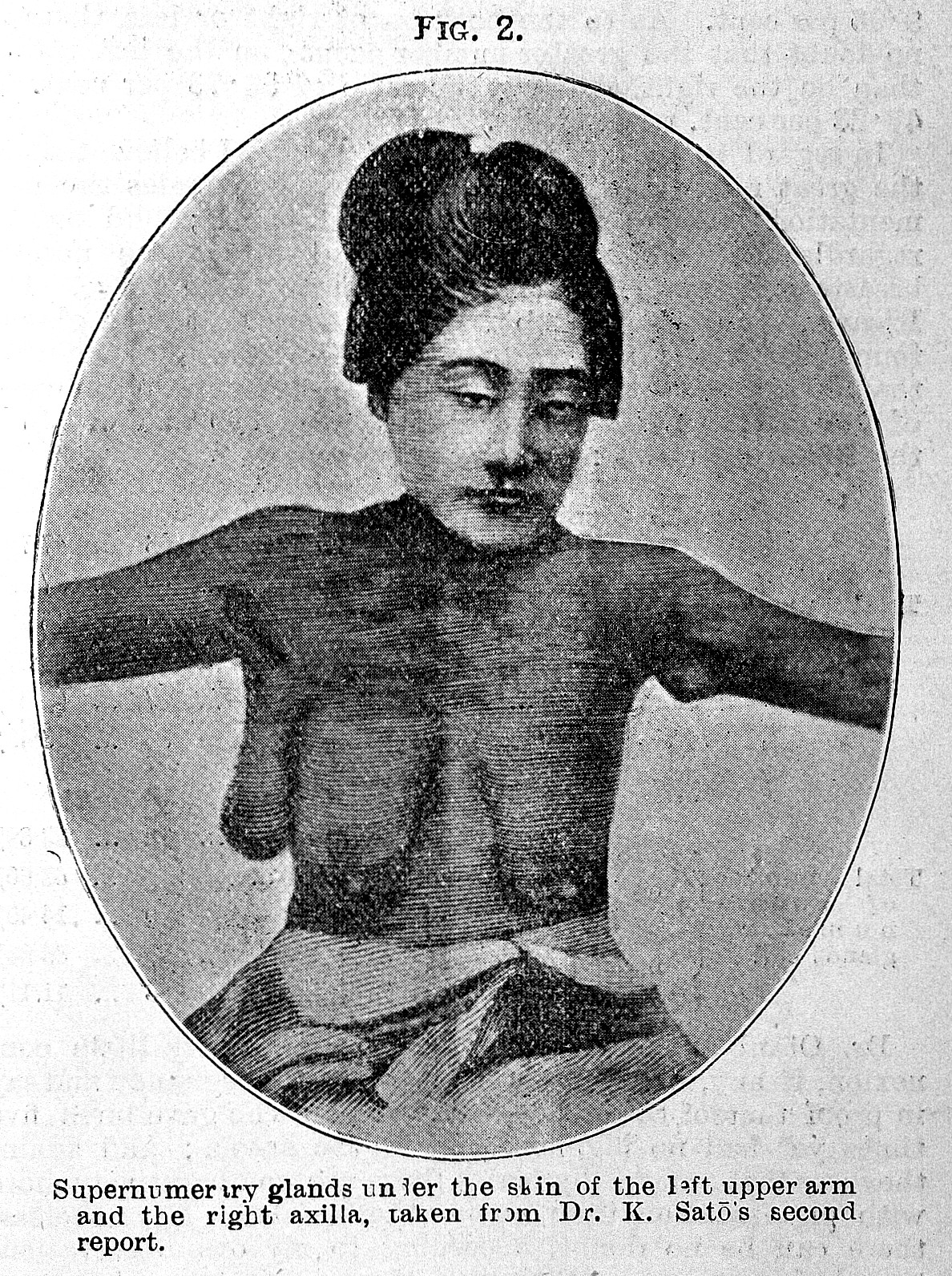

부유방(Accessory breast, Polymastia)은 원래 있어야 하는 유방 수보다 더 많이 유방이 생기는 질환이다. 추가로 생긴 유방에는 유두나 유륜이 있을 수도 있고 없을 수도 있다. 인간 남성에게 나타나는 격세유전의 한 형태이기도 하며 치료하지 않아도 대체로 무해하다. 근래 들어 이 질환이 있는 수많은 여성들이 미적인 이유로 성형외과수술을 받아 이 유방들을 제거한다.

## 같이 보기
- 아르테미스: 유방이 많은 신

## 참고 자료
- A Paper on the Appearance of Multiple Mammaries in Humans, R. Eghardt, Oxford University Press (1923)
- Weird Diseases, B. Hargreaves and M. Wallette, Emu Publishing (2007)